# Hermann Jansen (Politiker)
Hermann Jansen (* 28. Oktober 1931 in Rheydt; † 13. Juli 2020) war ein deutscher Politiker (SPD) und Landtagsabgeordneter.

## Leben
Nach dem Besuch der Volksschule absolvierte Jansen eine Malerlehre und war anschließend als Maler und Lackierer tätig. Von 1971 bis 1983 war er Betriebsratsvorsitzender beim Mönchengladbacher Textilmaschinenbauunternehmen Trützschler sowie von 1983 bis 1990 Gewerkschaftssekretär bei der IG Metall in Mönchengladbach.
Seit 1963 war er Mitglied der SPD. Er war in zahlreichen Parteigremien vertreten. Außerdem gehörte er der IG Metall und der Arbeiterwohlfahrt an.
Vom 30. Mai 1985 bis 1. Juni 2000 war Jansen Mitglied des Landtags des Landes Nordrhein-Westfalen. Er wurde jeweils im Wahlkreis 054 Mönchengladbach I direkt gewählt.
Hermann Jansen war ab 1997 Mitglied und von 2000 bis 2012 Vorsitzender des Aufsichtsrates von Borussia Mönchengladbach.